# NGC 5374
NGC 5374 is een balkspiraalstelsel in het sterrenbeeld Maagd. Het hemelobject werd op 12 mei 1793 ontdekt door de Duits-Britse astronoom William Herschel.

## Synoniemen
- UGC 8874
- MCG 1-36-4
- ZWG 46.16
- IRAS 13549+0620
- PGC 49650